# Quocient de reacció
En química, el quocient de reacció {\displaystyle Q_{r}} és una funció del grau de reacció ξ, la proporció relativa de productes i reactius presents a la mescla de reacció en un moment donat. L'expressió del Quocient de Reacció ({\displaystyle Q}) d'una reacció té la mateixa equació que l'expressió de la constant d'equilibri. Tot i això, el quocient de reacció es calcula utilitzant les concentracions o pressions en un instant donat, i no les concentracions a l'equilibri.
Per a una mescla química amb una determinada concentració inicial de reactius i productes, és útil conèixer si la reacció evolucionarà "cap a la dreta" (augmentant les concentracions dels productes) o si evolucionarà "cap a l'esquerra/en sentit invers" (augmentant les concentracions dels reactius). Considerant un l'equilibri químic següent: 
{\displaystyle mA+nB...\rightleftharpoons lC+pD...}
on {\displaystyle A} ,{\displaystyle B}, C i {\displaystyle D} són les espècies químiques involucrades en aquesta reacció i {\displaystyle m}, {\displaystyle n}, {\displaystyle l}, i {\displaystyle p} són els coeficients estequiomètrics de la reacció, el quocient de reacció, {\displaystyle Q_{r}}, es defineix com:
{\displaystyle Q_{r}={\frac {\left\{C_{t}\right\}^{l}\left\{D_{t}\right\}^{p}...}{\left\{A_{t}\right\}^{m}\left\{B_{t}\right\}^{n}...}}}
on {{\displaystyle A}{\displaystyle t}} indica l'activitat instantània de l'espècie {\displaystyle A} en un cert instant de temps ({\displaystyle t}) i així per les altres espècies. El quocient de reacció es dona en un instant particular de temps, no necessàriament al moment en què s'aconsegueix l'equilibri.
El quocient de reacció està directament relacionat amb el principi de Le Châtelier. Per a una reacció en equilibri químic, la constant d'equilibri, {\displaystyle K}, pot definir-se com:
{\displaystyle K={\frac {\left\{C_{eq}\right\}^{l}\left\{D_{eq}\right\}^{p}...}{\left\{A_{eq}\right\}^{m}\left\{B_{eq}\right\}^{n}...}}}
on {{\displaystyle A_{eq}}} és l'activitat de l'espècie {\displaystyle A} quan la mescla està en l'equilibri. Comparant els valors de {\displaystyle K} i {\displaystyle Q_{r}}, es pot determinar si la reacció es desplaçarà a la dreta, a l'esquerra, o si la concentració es mantindrà invariant (equilibri).
- Si {\displaystyle Q_{r}<K}: la reacció es desplaçarà cap a la dreta (és a dir, es formaran més productes)

- Si {\displaystyle Q_{r}>K}: La reacció es desplaçarà a l'esquerra (és a dir, en sentit invers, formarant-se més reactius)

- Si {\displaystyle Q_{r}=K}: la reacció està en l'equilibri

La següent equació, que relaciona el quocient de reacció {\displaystyle Q_{r}} amb {\displaystyle \Delta G} i {\displaystyle \Delta G^{0}} és útil per definir si una reacció és exergònica o endergònica.
{\displaystyle \Delta G=\Delta G^{0}+RT\ln {Q_{r}}}